# Uesugi Kagekatsu
Uesugi Kagekatsu (上杉 景勝?   8 de enero de 1556-19 de marzo de 1623) fue un samurái y daimyō del período Sengoku al periodo Edo de la historia de Japón.
Kagekatsu era hijo de Nagao Masakage, líder del clan Nagao de Ueda y hermano mayor de Uesugi Kenshin. Después de la muerte de Masakage, Kenshin lo adoptó como su hijo. Tras la muerte de Kenshin en 1578, Kagekatsu luchó contra el otro hijo adoptivo de Kenshin, Uesugi Kagetora por el control del clan, saliendo victorioso ese mismo año. Kagekatsu contrajo nupcias con la hermana de Takeda Katsuyori (sobrina de Takeda Shingen).
Bajo las órdenes de Toyotomi Hideyoshi, Kagekatsu participó en el Sitio de Odawara (1590) y las invasiones japonesas a Corea de 1592 - 1598 por lo que fue nombrado como uno de los integrantes del «Consejo de los Cinco Regentes», organismo creado por Hideyoshi con la finalidad de que estos gobernaran el país a su muerte y hasta que su hijo Hideyori tuviera la edad suficiente. Kagekatsu además contaba con un feudo valuado en los 1,2 millones de koku.
Durante la Batalla de Sekigahara, Kagekatsu decidió unirse al bando de Ishida Mitsunari, quien se oponía a Tokugawa Ieyasu. Después de la derrota, su feudo le fue confiscado y recibió a cambio otro de tan solo 300.000 koku en la región Tōhoku, con lo que se convirtió en un tozama daimyō.
Kagekatsu posteriormente lucharía a favor del shogunato Tokugawa durante el asedio de Osaka.